# Brodawczak splotu naczyniówkowego

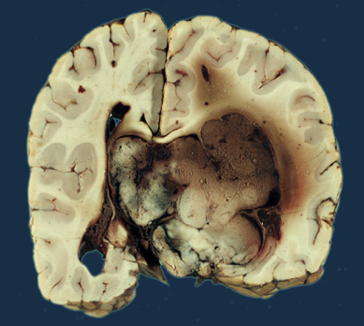
Obraz makroskopowy guza w preparacie sekcyjnym na przekroju czołowym przez mózgowie

Brodawczak splotu naczyniówkowego (ang. choroid plexus papilloma) – rzadki nowotwór ośrodkowego układu nerwowego, wywodzący się z splotu naczyniówkowego układu komorowego mózgowia. W 50% przypadków rozwija się w komorze bocznej, w 40% w komorze IV i w 5% w komorze III.

## Epidemiologia
Brodawczaki splotu naczyniówkowego występują przede wszystkim w wieku dziecięcym, z jednakową częstością u chłopców i dziewczynek.

## Objawy i przebieg
Guz produkuje płyn mózgowo-rdzeniowy, co przyczynia się do wodogłowia i nadciśnienia śródczaszkowego.

## Diagnostyka

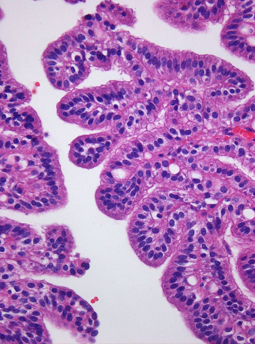
Obraz histologiczny brodawczaka splotu naczyniówkowego, barwienie H-E

W badaniu tomografii komputerowej guz widoczny jest jako wyraźnie odgraniczona od otoczenia, wewnątrzkomorowa, hipo-, izo- lub hiperdensyjna zmiana zawierająca zwapnienia. Po podaniu środka kontrastowego obserwowane jest jednolite wzmocnienie zmiany oraz niekiedy naczynie doprowadzające. Makroskopowo w diagnostyce różnicowej brodawczaka należy uwzględnić wyściółczaka, rdzeniaka zarodkowego i potworniaka. W materiale histopatologicznym można zaobserwować struktury brodawkowate, utworzone przez cylindrycznego kształtu komórki spoczywające na błonie podstawnej. Mikroskopowo brodawczaki wymagają różnicowania z rakiem splotu naczyniówkowego.

## Leczenie
Leczenie jest chirurgiczne.